# Shin’ichirō Ikebe

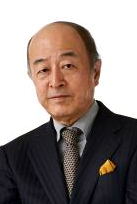
Shin’ichirō Ikebe

Shin’ichirō Ikebe (jap. 池辺 晋一郎, Ikebe Shin’ichirō; * 15. September 1943 in Mito) ist ein japanischer Komponist.

## Leben
Ikebe studierte Komposition bei Tomojiro Ikenouchi, Akio Yashiro und Akira Miyoshi und schloss 1971 ein Studium an der Kunsthochschule Tokio mit dem Mastergrad ab. 1966 gewann er den Kompositionspreis beim 35. japanischen Musikwettbewerb. 1971 erhielt er für Death Goddess den Preis beim Fernsehopern-Wettbewerb von Salzburg. Seine Carmen erhielt 1989 einen International Emmy Award. Er unterrichtet an der Musikhochschule Tokio.
Neben sinfonischen und anderen Orchesterwerken, Instrumentalkonzerten, Kammermusik und Stücken für japanische Instrumente, Liedern und Opern komponierte Ikebe zahlreiche Film- und Schauspielmusiken.

## Werke

### Orchesterwerke
- Mouvement pour Orchestre, 1964
- Construction, zwei Orchesterstücke, 1966
- Klavierkonzert Nr. 1, 1967
- 1. Sinfonie, 1967
- Petite Symphony, 1969
- Energeia für 60 Musiker, 1970
- Kusabi, Tanzmusik, 1972
- Dimorphism für Orgel und Orchester, 1974
- Quadrants für japanische Instrumente und Orchester, 1974
- Creature, Ballett, 1974
- Oshichi, she is in the flame, Tanzmusik, 1978
- Takeru, Tanzmusik, 1979
- 2. Sinfonie „Trias“, 1979
- Haru-no-umi für Orchester, 1980
- Violinkonzert, 1981
- Elegiac Lines für Streicher, 1982
- Imagine für Orchester, 1983
- I hera the piano... Amadeus für zwei Bläsergruppen und Orgel, 1983
- Echigo-Jishi für Sangen und Orchester, 1983
- Cleopatra - her love and death, Ballett, 1983
- Mobile et Immobile, Ballett, 1984
- 3. Sinfonie „EgoPhano“, 1984
- Mizu-kuguru monogatari, Tanzmusik, 1984
- Overture for the time of flying star, 1984
- Overture for the coming of the new spring, Paraphrase auf Antonio Vivaldi und Hommage an Maurice Ravel, 1986
- To-to taru, ichiitai-sui, Ballett, 1986
- Mandolin Mandoriale für Mandolinenorchester, 1986
- Klavierkonzert Nr. 2, 1987
- Overture or Nile, 1988
- Overture „Mito“, 1989
- River/Shout, Sinfonisches Stück, 1988
- Fantasy of Kyushu, sinfonisches Stück, 1989
- Landscape für Bläserensemble, 1989
- Spontaneous Ignition für Orchester, 1989
- For the earth, Tanzmusik, 1989
- Overture for the song lovers, 1990
- 4. Sinfonie, 1990
- 5. Sinfonie “SIMPLEX”, 1990
- Hokkai, sinfonisches Stück, 1992
- Fantasy of Ryukyu, sinfonisches Stück, 1993
- 6. Sinfonie “On the Individual Coordinates”, 1993, :30’
- Mountain/Fragrant, sinfonisches Stück, 1994
- The glossy - leaved forest für Streicher, 1995
- Almost a tree, Konzert für Cello und Orchester, 1996
- Les bois tristes für Orchester, 1998
- The License of Blaze, Konzert für Fagott und Orchester, 1999–2004
- 7. Sinfonie “To The Sympathy for a Drip”, 1999
- The times of quickening für Bläserensemble, 1999
- The Echo of K Ai für Orchester, 1999
- Saka-Sakasa-Kasa, March Concertante, 2000-02
- Prelude for Celebration, 2000
- The origin of water für Orchester, 2001
- Fanfare for the Tokyo Symphony Orchestra, 2002
- Fan-Faring für Orchester und gemischten Chor, 2002
- The Cronicle of 3776 meters für Orchester, 2003
- Sitting on the Sand, Face to Face, Konzert für Flöte und Orchester, 2003
- After the dreams, 2003
- Tanada I für Orchester, 22004
- The warmth in your home für Orchester, 2004
- Falling particles of... für Kammerorchester, 2005
- As a Shade Tree, Konzert für San-gen und Orchester, 2005
- Nakatsugawa, sinfonische Dichtung, 2005, :11’
- Mandolin Mandoriale 2 “Viva! Canzone!” für Mandolinenorchester, 2006
- Luminescence on Ice, Konzert für Harfe und Orchester, 2007
- Ouju Gaga, für Gagaku, 2009

### Opern, Kantaten, Musicals
- The death Goddess, Oper, 1971
- A red shoes, musikalisches Drama, 1975
- The Silence, musikalisches Drama für Radio, 1977
- The Adventure of Pinocchio, Musical, 1981
- On ne badine pas avec l'amour, Musical, 1982
- Hoichi, the earless, Oper, 1982
- Never ending story, Musical, 1984
- Taro in the wonder woods, Musical, 1985
- The window, musikalisches Drama, 1986
- Chichibu-Bansho, Oper, 1988
- Carmen, Capriccio based on Georges Bizet, 1989
- For a beautiful star, Kantate, 1990
- Watatsumi no iroko no miya, Kantate, 1990
- Shin, Zen, Bi, Kantate, 1994
- Oshichi, Oper, 1995
- The Down/Ocean, Mountain, Rivers und human beings, Kantate, 1996
- Dugong's Lullaby, Oper, 1996
- Freezing field... Glaring, Kantate, 1996
- Yobikawasu sanga, Oratorium, 2001
- Takagami, Oper, 2001
- The forrests are living, Musical, 2003
- Kotsuru, Oper, 22003
- Onihachi, Oper, 2004
- Sagan Rhapsody, 2004
- The path of spiritual growth, Kantate, 2006
- Cursor, Musical, 2007
- The Bridge, Kantate, 2007
- Umi yo. haha yo, Kantate, 2008
- Rokumeikan, Drama, 2010

### Filmmusiken
- Vengeance is mine (Regie: Shōhei Imamura, 1979)
- Kagemusha – Der Schatten des Kriegers (Regie: Akira Kurosawa, 1980)
- Der Dieb und die Geisha (Regie: Shōhei Imamura, 1981)
- Himeyuri no Tō (Regie: Imai Tadashi, 1982)
- Die Ballade von Narayama (Regie: Shōhei Imamura, 1983)
- MacArthur’s Children (Regie: Masahiro Shinoda, 1984)
- Akira Kurosawas Träume (Regie: Akira Kurosawa, 1989)
- Takeshi (Regie: Masahiro Shinoda, 1990)
- Rhapsodie im August (Regie: Akira Kurosawa, 1991)
- Der Aal (Regie: Shōhei Imamura, 1997)
- Wasserspiele (Regie: Shōhei Imamura, 2001)
- Spy Sorge (Regie: Masahiro Shinoda, 2003)
- Bart no Gakuen (Regie: Masanobu Deme, 2006)
- Kantoku! Banzai! (Regie: Takeshi Kitano, 2007)
- Mt. Tsurugidake (Regie: Daisaku Kimura, 2009)
- Climbing to Spring (Regie: Daisaku Kimura, 2014)